# Toru Chishima
Toru Chishima (født 11. maj 1981) er en tidligere japansk fodboldspiller.
Han har spillet for flere forskellige klubber i sin karriere, herunder Urawa Reds og Ehime FC.